# 王良增十三
HD 3240，又名BD+53 102，SAO 21551、HR 144，是一颗恒星，视星等为5.08，位于銀經120.67，銀緯-8.64，其B1900.0坐标为赤經0h 30m 34.1s，赤緯+53° -8.64′ 3″。